# Koniewo (obwód kurski)
Koniewo (ros. Конево) – chutor w zachodniej Rosji, w sielsowiecie niżniemiedwiedickim rejonu kurskiego w obwodzie kurskim.

## Geografia
Miejscowość położona jest 2 km od centrum administracyjnego sielsowietu (Wierchniaja Miedwiedica), 12 km na północny zachód od Kurska, 2 km od drogi magistralnej (federalnego znaczenia) M2 «Krym» (część trasy europejskiej E105).
W chutorze znajduje się 37 posesji.
Klimat
Miejscowość, jak i cały rejon, znajduje się w strefie klimatu kontynentalnego z łagodnym ciepłym latem i równomiernie rozłożonymi opadami rocznymi (Dfb w klasyfikacji klimatów Köppena).

## Demografia
W 2010 r. chutor zamieszkiwały 64 osoby.